# Saint-Jean-du-Bruel

Saint-Jean-du-Bruel este o comună în departamentul Aveyron din sudul Franței. În 1 ianuarie 2022 avea o populație de 665 de locuitori.